# Sara Caroli
Sara Caroli (Faenza, 16 febbraio 1979) è un'ex pallavolista italiana.
Giocava nel ruolo di centrale.